# Francisco Javier Beltrán Manero
Francisco Javier Beltrán Manero (Madrid, 5 de noviembre de 1972) es un deportista español que compitió en bochas adaptadas. Ganó cuatro medallas en los Juegos Paralímpicos de Verano entre los años 2000 y 2008.

## Palmarés internacional
| Juegos Paralímpicos | Juegos Paralímpicos | Juegos Paralímpicos | Juegos Paralímpicos  |
| Año                 | Lugar               | Medalla             | Prueba               |
| ------------------- | ------------------- | ------------------- | -------------------- |
| 2000                | Sídney (Australia)  | Medalla de plata    | Equipo BC1-BC2 mixto |
| 2000                | Sídney (Australia)  | Medalla de bronce   | Individual BC1 mixto |
| 2004                | Atenas (Grecia)     | Medalla de bronce   | Equipo BC1-BC2 mixto |
| 2008                | Pekín (China)       | Medalla de bronce   | Equipo BC1-BC2 mixto |